# Dummerston
Dummerston es un pueblo ubicado en el condado de Windham en el estado estadounidense de Vermont. En el año 2010 tenía una población de 1,864 habitantes y una densidad poblacional de 23 personas por km².

## Geografía
Dummerston se encuentra ubicado en las coordenadas 42°55′21″N 72°34′40″O / 42.92250, -72.57778.

## Demografía
Según la Oficina del Censo en 2000 los ingresos medios por hogar en la localidad eran de $46,121 y los ingresos medios por familia eran $53,375. Los hombres tenían unos ingresos medios de $35,664 frente a los $26,174 para las mujeres. La renta per cápita para la localidad era de $23,742. Alrededor del 2.4% de la población estaban por debajo del umbral de pobreza.